# طوارئ (فلم 2022)
الطوارئ (بالإنجليزية: Emergency) هو فيلم كوميدي درامي أمريكي لعام 2022، من إخراج كاري ويليامز، ومن سيناريو من كي دي دافيلا، تم عرضه لأول مرة في مهرجان صندانس السينمائي لعام 2022، وتم توزيع الفيلم من قبل استوديوهات أمازون، وكان إصداره في 20 مايو 2022 محدودًا، ثم تلاه إصدار أمازون برايم في 27 مايو 2022.

## روابط خارجية
- طوارئ على موقع IMDb (الإنجليزية)
- طوارئ على موقع ميتاكريتيك (الإنجليزية)
- طوارئ على موقع روتن توميتوز (الإنجليزية)
- طوارئ على موقع قاعدة بيانات الفيلم (الإنجليزية)
- طوارئ على موقع ليتربوكسد (الإنجليزية)
- طوارئ على موقع كينوبويسك (الروسية)